# Roi Xi de Zhou
Le roi Xi de Zhou ou Zhou Xi wang  (chinois : 周僖王), décédé en 677 av. J.-C., était le seizième roi de la dynastie Zhou et le quatrième des Zhou de l'Est. Son nom personnel était Ji Huqi (姬胡齐).
Il était le successeur de son père, le roi Zhou Zhuangwang et il a été remplacé par son fils, le roi Zhou Huiwang.